# 8590 Pygargus
A 8590 Pygargus (ideiglenes jelöléssel 6533 P-L) egy kisbolygó a Naprendszerben. Cornelis Johannes van Houten, Ingrid van Houten-Groeneveld és Tom Gehrels fedezte fel 1960. szeptember 24-én.